# Johann Melchior Dreyer
Johann Melchior Dreyer (Rottingen, 24 de juny de 1747 - Ellwangen, 22 de març de 1824) fou un organista i compositor alemany.
Fou director i organista d'Ellwangen, petita ciutat de Würtenberg. Va escriure nombroses obres, particularment, misses, himnes, ofertoris, Tantum ergo, vespres, salms, i tota mena de música religiosa.